# Takashi Uchiyama
Takashi Uchiyama (Kasukabe, 10 de noviembre de 1979) es un boxeador japonés que fue campeón mundial de peso superpluma de la WBA.

## Trayectoria
En su etapa amateur, Uchiyama logró un récord de 91 victorias —59 de ellas por nocaut—, y 22 derrotas. El 9 de septiembre de 2007 se agenció su primer título profesional de la Federación de Boxeo de Asia y del Pacífico ante el australiano Nedal Hussein a quien  batió por la vía del nocaut.
Para el mes de enero de 2010 enfrentó al campeón mexicano Juan Carlos Salgado en la ciudad de Tokio, Japón, y obtuvo la victoria por nocaut a pocos segundos de terminar el duodécimo episodio, por lo que se alzó con el cetro mundial del peso superpluma de la AMB. Desde entonces ha realizado siete exitosas defensas de su título, cinco de ellas ganadas por nocaut.
El 27 de abril de 2016 enfrentó al panameño Jezreel Corrales en defensa de su título superpluma de la WBA; lo cual no sería exitoso, puesto que el panameño lo derrotó por nocaut en el segundo round, arrebatándole el cinturón que Uchiyama había conservado durante seis años y también el récord de invicto que traía.